# Cocoon (canción)
«Cocoon» es un sencillo lanzado en marzo de 2002 por la cantante y compositora islandesa Björk. El mismo pertenece a Vespertine, álbum lanzado en agosto de 2001. Fue el tercer sencillo desprendido del cuarto álbum de Björk.

## Acerca de la canción
La canción «Cocoon» fue escrita por Björk y Thomas Knak. Trata sobre una chica viviendo un romance que le pilla por sorpresa. La letra incluye situaciones de sexo explícito contadas eufemística y metafóricamente.

## Videoclip
El video musical fue dirigido por Eiko Ishioka. En el vídeo aparece Björk haciendo un "desnudo digital" y desde sus senos empiezan a surgir unos hilos rojos que van fluyendo hasta rodear por completo a Björk y convertirla en una crisálida (Cocoon en inglés). El vídeo, al igual que el de «Pagan Poetry» fue censurado en Estados Unidos.[cita requerida]

### Lista de canciones (CD 1)
1. «Cocoon»
2. «Pagan Poetry» - Music Box
3. «Sun In My Mouth» - Recomposed by Ensemble

## Segundo disco
Nombre: Cocoon.

Fecha de lanzamiento:marzo de 2002.

Formato: CD.

### Lista de canciones (CD 2)
1. «Cocoon» - Radio Edit
2. «Aurora» – Music Box
3. «Amphibian»

## Tercer disco
Nombre: Cocoon.

Fecha de lanzamiento: marzo de 2002.

Formato: DVD.

### Lista de canciones (DVD)
1. «Cocoon»
2. «Pagan Poetry» - Music Box
3. «Sun In My Mouth» - Recomposed by Ensemble

NOTA: DVD de dos lados con el videoclip de la canción tanto en formato PAL como NTSC.